# 逆カルノーサイクル
逆カルノーサイクル（ぎゃくカルノーサイクル、英: reversed Carnot cycle）は、理論的に最も効率の高い理想的な可逆熱力学サイクルである。カルノーサイクルを逆運転させたものであり、低温の熱源（絶対温度TC）から高温の熱源（TH）へ熱を移動させるが、その際、外部から仕事を受け取ることが必要である。この点、外部に仕事を果たすカルノーサイクルとは逆である。

## サイクル
- 1-4 温度TC でQC の熱を等温過程により吸熱
- 4-3 温度TH まで断熱圧縮
- 3-2 温度TH でQH の熱を等温放熱
- 2-1 温度TC まで断熱膨張

## 理論成績係数
成績係数COPは吸熱量を見る冷凍機サイクルとしての(COP)R と、放熱量を見るヒートポンプサイクルとしての(COP)H に分けられる。
{\displaystyle \mathrm {(COP)_{R}} ={\frac {Q_{\mathrm {C} }}{W}}={\frac {T_{\mathrm {C} }}{T_{\mathrm {H} }-T_{\mathrm {C} }}}}
{\displaystyle \mathrm {(COP)_{H}} =-{\frac {Q_{\mathrm {H} }}{W}}={\frac {T_{\mathrm {H} }}{T_{\mathrm {H} }-T_{\mathrm {C} }}}=\mathrm {(COP)_{\mathrm {R} }} +1>1}
ここで
- (COP)R : 冷凍サイクルの理論成績係数
- (COP)H : ヒートポンプサイクルの理論成績係数

である。
また、熱量QH 、QC および外部から供給された有効仕事W は、各状態の絶対温度T 、エントロピーS を用いて次のように表される：
{\displaystyle Q_{\mathrm {H} }=T_{\mathrm {H} }(S_{2}-S_{3})<0}
{\displaystyle Q_{\mathrm {C} }=T_{\mathrm {C} }(S_{4}-S_{1})=T_{\mathrm {C} }(S_{3}-S_{2})}
{\displaystyle W=-(Q_{\mathrm {H} }+Q_{\mathrm {C} })=(T_{\mathrm {H} }-T_{\mathrm {C} })(S_{3}-S_{2})}